# Lepisiota
Lepisiota är ett släkte av myror. Lepisiota ingår i familjen myror.

## Bildgalleri

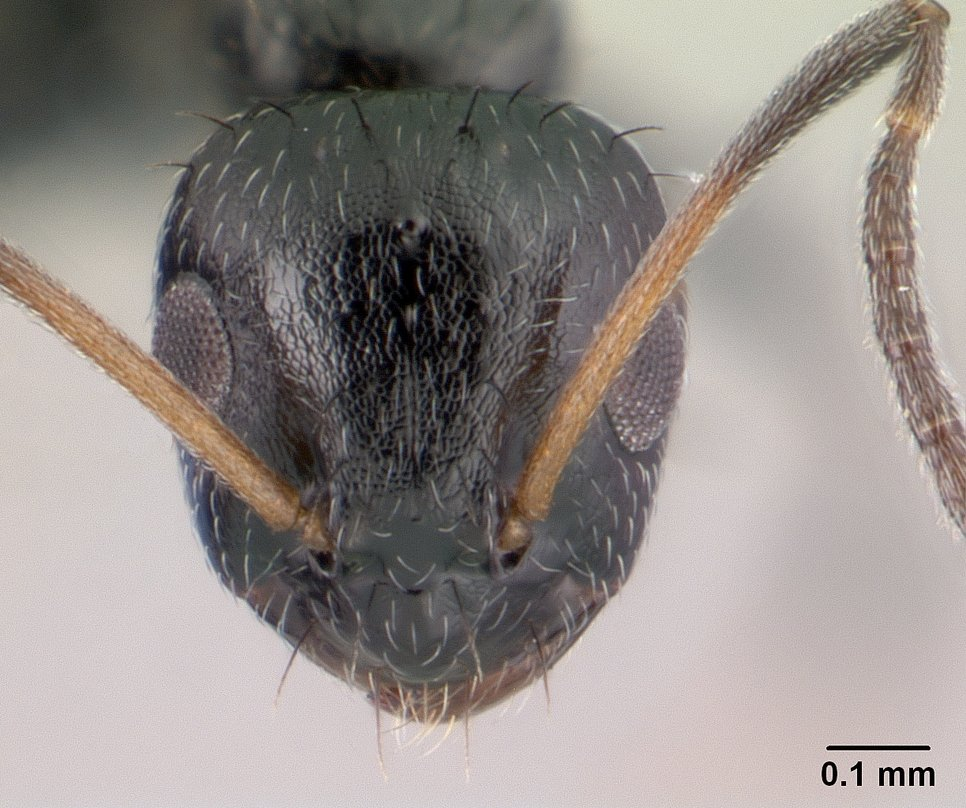
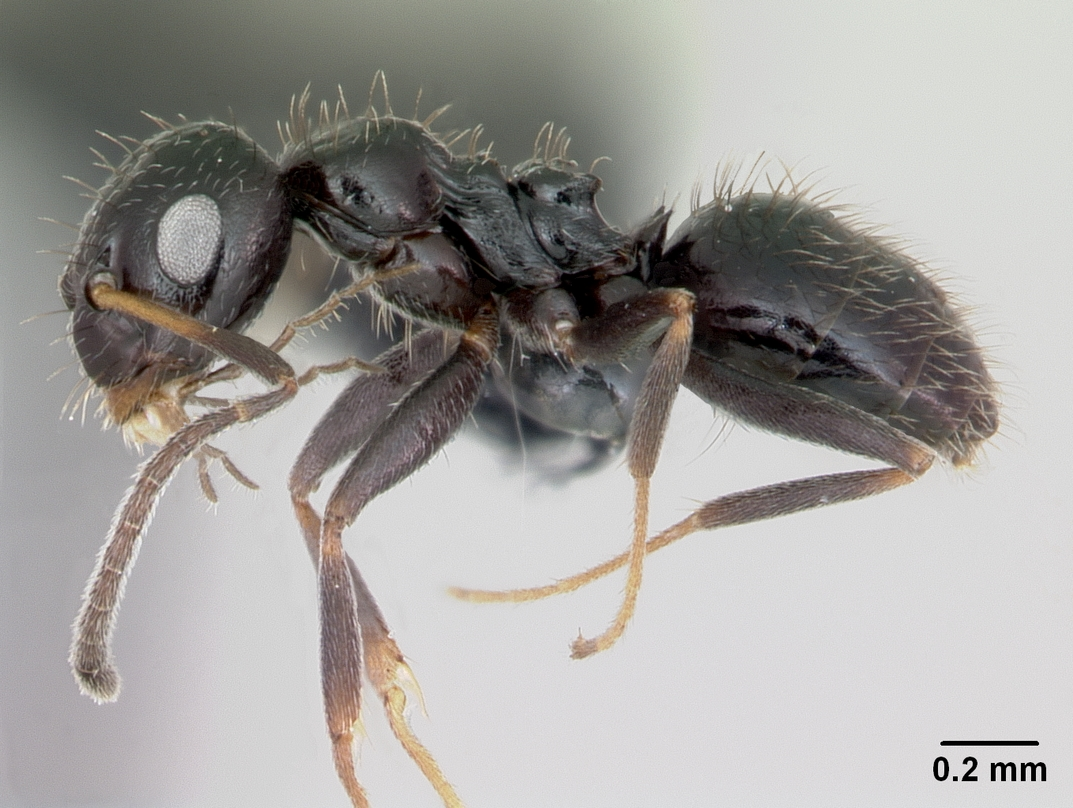

## Dottertaxa tillLepisiota, i alfabetisk ordning[1]
- Lepisiota affinis
- Lepisiota ajjer
- Lepisiota albata
- Lepisiota alexis
- Lepisiota ambigua
- Lepisiota angolensis
- Lepisiota annandalei
- Lepisiota arabica
- Lepisiota arenaria
- Lepisiota arnoldi
- Lepisiota aurea
- Lepisiota cacozela
- Lepisiota canescens
- Lepisiota capensis
- Lepisiota capitata
- Lepisiota carbonaria
- Lepisiota chapmani
- Lepisiota crinita
- Lepisiota curta
- Lepisiota dendrophila
- Lepisiota depilis
- Lepisiota deplanata
- Lepisiota depressa
- Lepisiota dolabellae
- Lepisiota egregia
- Lepisiota emmelii
- Lepisiota erythraea
- Lepisiota fergusoni
- Lepisiota foreli
- Lepisiota frauenfeldi
- Lepisiota gerardi
- Lepisiota gracilicornis
- Lepisiota hirsuta
- Lepisiota imperfecta
- Lepisiota incisa
- Lepisiota kabulica
- Lepisiota longinoda
- Lepisiota megacephala
- Lepisiota melanogaster
- Lepisiota melas
- Lepisiota mlanjiensis
- Lepisiota modesta
- Lepisiota monardi
- Lepisiota ngangela
- Lepisiota nigra
- Lepisiota nigrescens
- Lepisiota nigrisetosa
- Lepisiota nigriventris
- Lepisiota obtusa
- Lepisiota oculata
- Lepisiota opaca
- Lepisiota palpalis
- Lepisiota piliscapa
- Lepisiota quadraticeps
- Lepisiota rothneyi
- Lepisiota rubrovaria
- Lepisiota rugithorax
- Lepisiota schoutedeni
- Lepisiota semenovi
- Lepisiota sericea
- Lepisiota silvicola
- Lepisiota somalica
- Lepisiota spinosior
- Lepisiota splendens
- Lepisiota submetallica
- Lepisiota syriaca
- Lepisiota tenuipilis